# Dąbale
Dąbale – część wsi Stany w Polsce położona w województwie podkarpackim, w powiecie stalowowolskim, w gminie Bojanów.
W latach 1975–1998 Dąbale administracyjnie należały do województwa tarnobrzeskiego.